# Anvil (silnik gry)
Anvil (początkowo Scimitar) – silnik gry stworzony w 2007 roku przez Ubisoft.

## Wersje silnika
Scimitar
Silnik w wersji Scimitar po raz pierwszy został użyty w grze Assassin’s Creed.
Pozwalał na przedstawianie wielkich i skomplikowanych miast oraz posiadał prosty system wspinaczki po budynkach.
Anvil
W 2009 roku, wraz z nadejściem Assassin’s Creed II, pojawiła się druga wersja silnika – Anvil. Wprowadził on przede wszystkim cykl dnia i nocy wpływający na również poprawione NPC. Dostały również wiele dodatkowych animacji, poprawiono również zasięg wzroku, a woda zyskała odbicie.
AnvilNext
W tej wersji silnik został przepisany od nowa. Największą nowością w tej wersji są bitwy morskie. Fale, wiatr oraz inne czynniki atmosferyczne wpływają na trudność prowadzenia okrętu, prędkość, widoczność oraz zasięg i celność broni. Dodano pory roku, dynamiczną pogodę oraz nowe animacje, wykorzystujące metodę motion capture. Ulepszono również system wspinaczki.

## Gry wykorzystujące silnik Anvil
Scimitar
- Assassin’s Creed (2007/2008)
- Prince of Persia (2008)
- Shaun White Snowboarding (2008)

Anvil
- Assassin’s Creed II (2009/2010)
- Prince of Persia: Zapomniane piaski (2010)
- Assassin’s Creed: Brotherhood (2010)
- Assassin’s Creed: Revelations (2011)

AnvilNext
- Assassin’s Creed III (2012)
- Assassin’s Creed III: Liberation (2012)
- Assassin’s Creed IV: Black Flag (2013)
- Assassin’s Creed: Rogue (2014)

AnvilNext 2.0
- Assassin’s Creed: Unity (2014)
- Tom Clancy’s Rainbow Six Siege (2015)
- Assassin’s Creed: Syndicate (2015)
- Steep (2016)
- Tom Clancy’s Ghost Recon Wildlands (2017)
- For Honor (2017)
- Assassin’s Creed Origins (2017)
- Assassin’s Creed Odyssey (2018)
- Tom Clancy’s Ghost Recon Breakpoint (2019)
- Hyper Scape (2020)
- Assassin’s Creed Valhalla (2020)
- Assassin’s Creed Mirage (2023)
- Assassin’s Creed Shadows (2025)